# 克利永
克利永（法語：Clion，法語發音：[klijɔ̃] ⓘ）是法国安德尔省的一个市镇，位于该省西部偏北，属于沙托鲁区。

## 地理
克利永（46°56'29"N, 1°13'58"E）面积33.53 平方千米，位于法国中央-卢瓦尔河谷大区安德尔省，该省份为法国中部省份，北起卢瓦-谢尔省，西北接安德尔-卢瓦尔省，西南接维埃纳省，南至克勒兹省和上维埃纳省，东临谢尔省。
与克利永接壤的市镇（或旧市镇、城区）包括：阿尔弗耶、安德尔河畔沙蒂永、米尔、安德尔河畔帕吕欧、勒特朗热、维利耶。

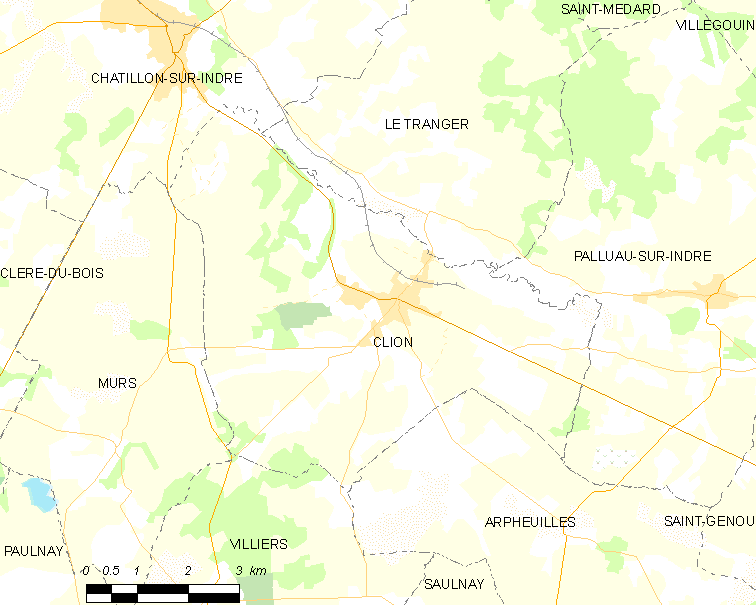
克利永的OSM定位图

克利永的时区为UTC+01:00、UTC+02:00（夏令时）。

## 行政
克利永的邮政编码为36700，INSEE市镇编码为36055。

## 政治
克利永所属的省级选区为比藏赛县。

## 人口

1962-2008年间克利永人口变化图示

克利永于2022年1月1日时的人口数量为1007人。